# Петар Савковић
Петар Савковић (Лозница, 8. мај 1931 — Београд, 2. јун 2018) био је српски новинар и главни и одговорни уредник Културно-образовног програма РТС-а.

## Животопис
Петар Савковић је рођен 8. маја 1931. године у Лозници. Отац му је био Шумадинац, био је надзорник у шумској управи за три среза, Мачвански, Поцерски и Посавотамнавски, па га је тако посао довео у Шабац, убрзо након Петровог рођења. Петрова мајка је била родом из Лешнице и поријеклом је била Крајишкиња. Основну школу и гимназију Петар Савковић је завршио у Шапцу. Филозофски факултет (студије књижевности и филологије) завршио је у Београду.
Након завршеног факултета запослио се у Шапцу, као професор у средњој школи. Новинарску каријеру започео је у листовима Глас Подриња и Политика, за коју је је радио као дописник. Прво је радио као дописник Политике за цијело Подриње, а потом је радио као дописник из Шапца. Након тога је радио као уредник у Радио Београду и Телевизији Београд. Објављивао је текстове у Вјеснику, НИН-у, новосадском позоришном листу Наша сцена, шабачком књижевном часопису Уствари и другдје. Био је уредник културне рубрике Радио Београда, уредник Редакције за културу Информативног програма Радио-телевизије Београд, затим главни и одговорни уредник Београдског програма, а потом и главни и одговорни уредник Културно-образовног програма и Образовно-научног програма Радио-телевизије Београд и Радио-телевизије Србије. У пензију је отишао 1998. године.
Био је хроничар дјелатности патријарха Павла и аналитичар културног живота Српске православне цркве и других вјерских заједница. Био је аутор документарних филмова о васељенском патријарху Вартоломеју, александријском патријарху Петру VII, грчком архиепископу Христодулу, руском патријарху Алексију II и другим црквеним великодостојницима у свијету. Био је активни учесник превазилажења својевременог раскола у Српској православној цркви. Поводом осам стотина година од постојања Хиландара, написао је сценарио за десет документарних филмова о овој српској светињи.
У својој дугој каријери, Петар Савковић је био аутор бројних ТВ емисија, међу којима посебно мјесто заузима серијал Сведоци векова о српским православним манастирима у Србији, Црној Гори, Сјеверној Македонији, Румунији, Мађарској. Реализовано је више од 130 епизода овог серијала, за које је Петар Савковић написао сценарије. За ова остварења додијељена су му специјална признања Републичког завода за заштиту споменика културе и Друштва конзерватора. Такође, носилац је највиших признања Удружења новинара Србије, Радио-телевизије Србије, те образовних институција Југославије, Србије и неких европских држава.
Аутор је монографије Шабац – Мали Париз.
Преминуо је у Београду 2. јуна 2018. године. Сахрањен је у Алеји заслужних грађана на Новом гробљу у Београду.